# Томас Брюс, 3-й граф Елґін
Томас Брюс, 2-й граф Ейлсбері і 3-й граф Елґін (26 вересня 1656 — 16 грудня 1741), який звався лордом Брюсом між 1663 і 1685 роками, — англійський політик і мемуарист. Він був сином Роберта Брюса, 2-го графа Елґіна, і леді Діани Ґрей. Його бабусею і дідусем по материнській лінії були Генрі Ґрей, 1-й граф Стемфорд, і леді Енн Сесіл, дочка Вільяма Сесіла, 2-го графа Ексетера. Його Мемуари, які були опубліковані лише через деякий час після його смерті, є цінним джерелом для історії Англії останньої чверті сімнадцятого століття.

## Раннє життя
Лорд Брюс був обраний членом парламенту від Мальборо між 1679 і 1681 роками та від Вілтшира в 1685 році. У 1676 році він став джентльменом спальні. З 1685 року, коли він успадкував титул графа, до 1688 року він був лордом Спальні, лордом-лейтенантом Бедфордширу та Гантінґдонширу (останнього за відсутності графа Сендвіча ) і був почесним пажем під час коронації короля. Яків II 23 квітня 1685 р. Він був відданий Чарльзу ІІ, який на смертному одрі зазначив: «Я бачу, що ти любиш мене присмерті, як любив за життя»; Пізніше Брюс написав про смерть Чарльза: «Так закінчилися мої щасливі дні при дворі, і досі я оплакую свою втрату». Він також під враженням від брата Чарльза і його наступника Якова II, хоча він не був сліпий до його недоліків як правителя.

## Сім'я

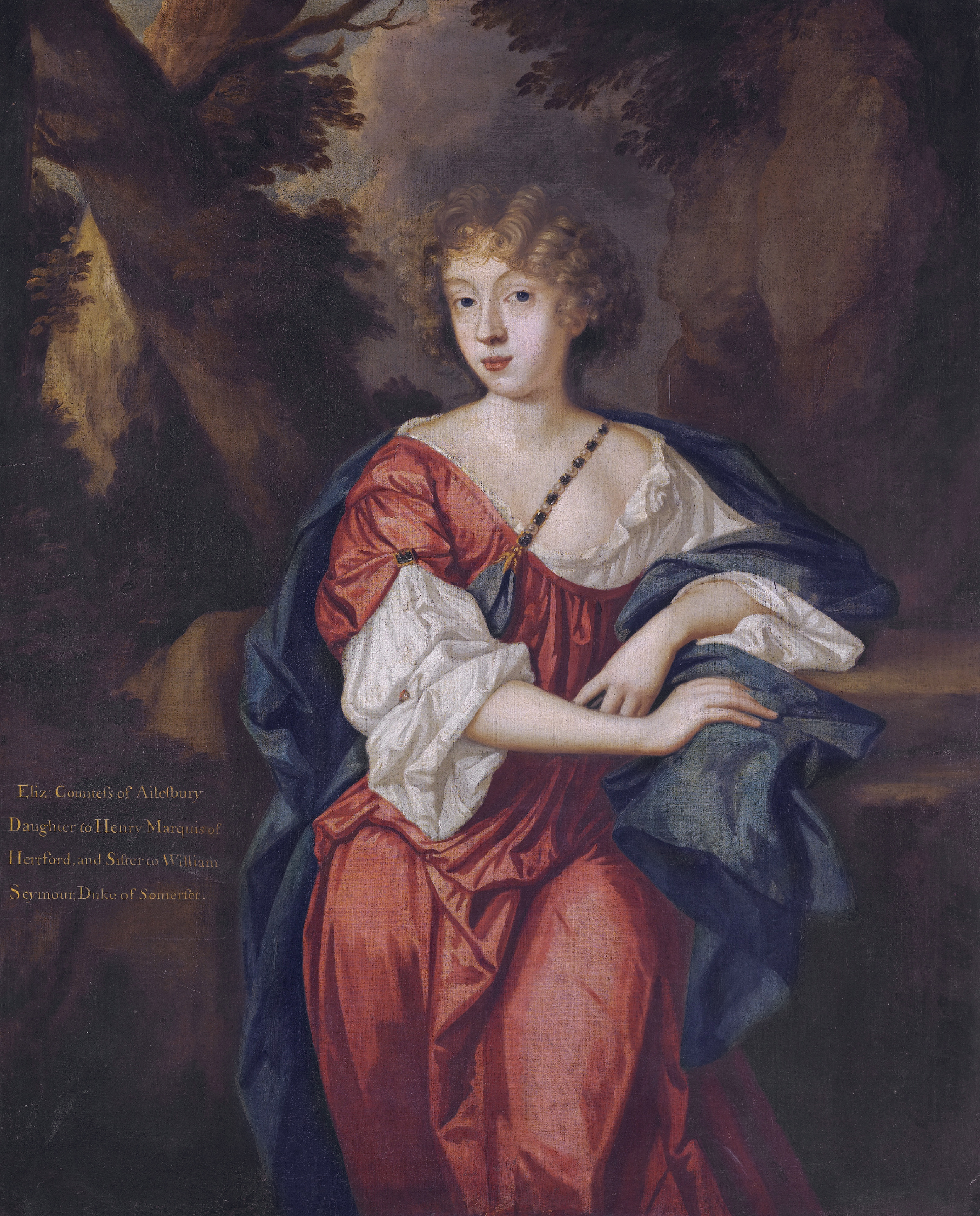
Елізабет, графиня Ейлсбері (1656–1697)

Він одружився вперше з леді Елізабет Сеймур, дочкою Генрі Сеймура, лорда Бошама та Мері Капелл і онукою Вільяма Сеймура, 2-го герцога Сомерсета, 31 серпня 1676 р.  Вона померла в 1697 році від передчасних пологів, очевидно, викликаних неправдивим повідомленням про те, що її чоловіка стратили за зраду. У них було троє дітей:
- Роберт Брюс, лорд Брюс (1679–1685)
- Чарльз Брюс, 4-й граф Елґін (1682–1747)
- Леді Елізабет Брюс (1689–1745) вийшла заміж за Джорджа Бруденелла, 3-го графа Кардіґана, і мала нащадків[6].

Вдруге він одружився з Шарлоттою д'Аржанто, графинею д'Есне, у Брюсселі (Сен-Жак-сюр-Куденберґ) 27 квітня 1700 року. У них була одна дочка:
- Леді Марі-Тереза Брюс (1704–1736) вийшла заміж за принца Максиміліана Еммануеля Горнського і мала з ним дітей[6],

## Подальше життя
Він був одним із чотирьох аристократів, які продовжували підтримувати Якова II після того, як принц Оранський відплив до Англії. 18 грудня 1688 року він супроводжував короля Якова до Рочестера, коли той втік з Лондона. Сам Елґін вирішив залишитися в Англії; він був готовий у короткий термін запропонувати свою підтримку новому режиму, хоча його лояльність до нього завжди викликала глибоку підозру.

Герб графа Елґіна

У травні 1695 року лорда Елґіна звинуватили, майже напевно з поважними підставами, у змові з метою реставрації короля Якова II, і в лютому 1696 року він був ув'язнений у лондонському Тауері , але випущений через рікпід заставу і зміг виїхати з Англії до Брюсселя. Після понад 40 років вигнання він помер у Брюсселі й був там похований.
Деякі історики звинуватили його в подвійній грі, коли він присягнув на вірність Вільгельму III під час планування реставрації Якова; інші стверджують, що його справжня лояльність була до інституту монархії, і що він підтримував будь-якого монарха, який здавався найкращим для правління в будь-який момент часу. Вільгельм III явно не вважав його небезпечним персонажем, про що свідчить той факт, що він залишився в спокої, коли втік з Англії; йому пощастило мати дуже багато друзів і дуже мало ворогів. Здається, приблизно з 1710 року він міг повернутися до Англії, але на той час він щасливо оселився в Брюсселі, де вдруге одружився з любові на Шарлотті, графині д'Есне, і, оскільки він міг отримати принаймні частину доходу від своїх англійських маєтків, він не мав гострої потреби і не мав явного бажання повертатися додому.

## Характер

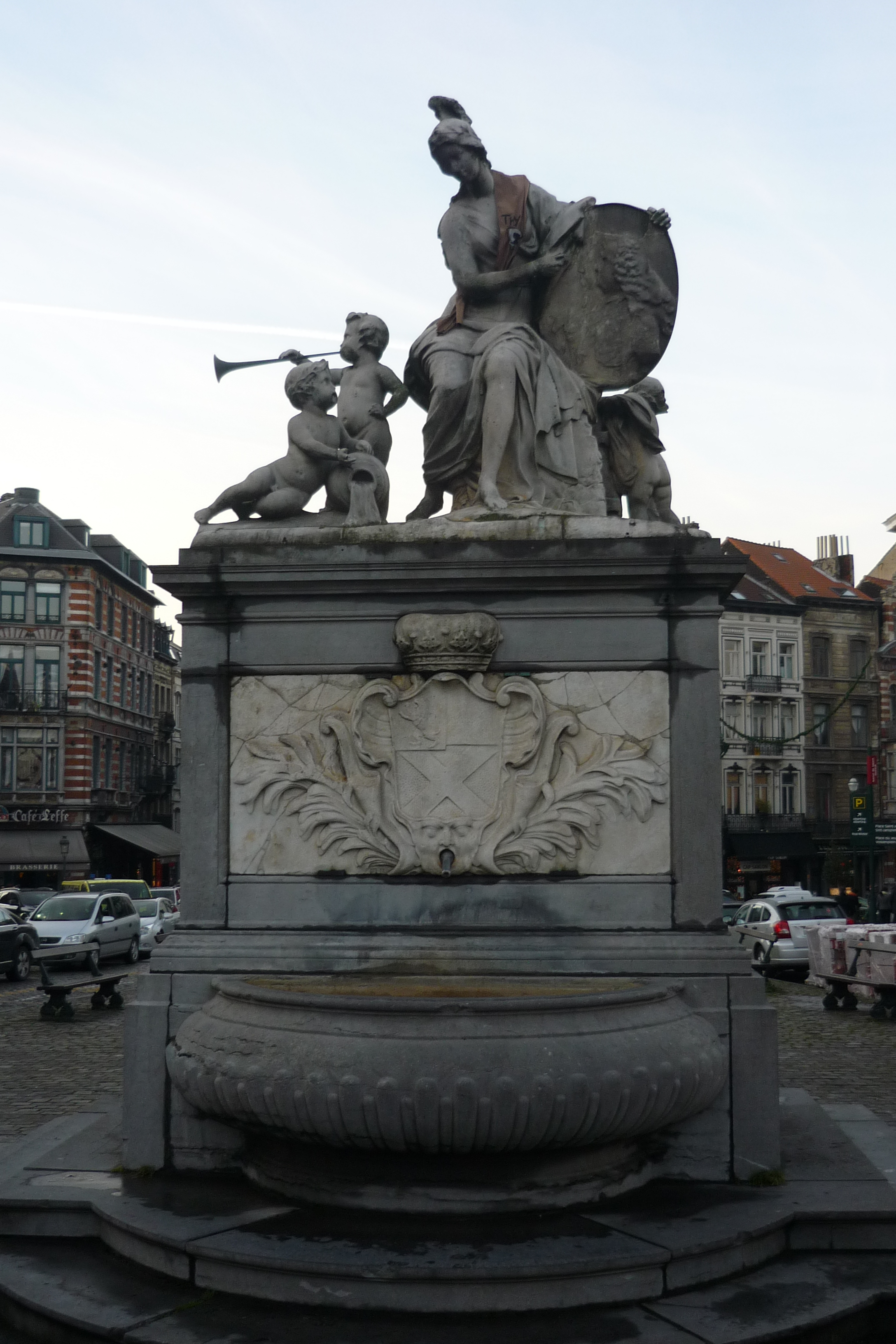
Скульптура Фонтан Мінерви, яку Томас Брюс подарував жителям Брюсселя на знак подяки, 1751 (Брюссель, Place du Grand Sablon).

Здається, що Ейлсбері майже повсюдно любили навіть його політичні опоненти, оскільки він мав репутацію людини відвертої, порядної та чесної вчинками. Чарльз II явно любив його і довіряв йому до ступеня, незвичного для такої потаємної людини; Яків II також любив його, і Людовик XIV вважав його чи не єдиним британським дворянином, який не керувався виключно особистими інтересами. Хоча він сам міняв прихильність, він не мав поваги до опортуністів: він ненавидів Сандерленда (хоча визнавав, що той був приємним у компанії)  і в 1689 році сказав своєму двоюрідному брату Денбі, що за його зраду Якову II він заслуговує на те, щоб йому «добре дали по голові».

## Мемуари
Ейлсбері присвятив багато років написанню своїх «Мемуарів», які були опубліковані лише в 1890 році. Історики високо оцінили їх, особливо за яскраві портрети провідних діячів британського життя, зокрема Якова II, Вільгельма III, Денбі, Сандерленда, Лодердейла та Галіфакса. Мабуть, найяскравішою рисою мемуарів є абсолютна відданість автора Карлу II, якого він називає: «мій добрий і милостивий пан, найкращий, який будь-коли панував над нами».